# 朱少泉
朱少泉（英語：Shaoquan Zhu；1902年—1969年），香港演员，导演。

## 生平
1902出生于安徽，1920年代初进入英美烟草公司影片部任演员，之后又在沪江，友联，明星，天一等影片公司担任演员，并在这之中担任导演。
后在1950年赴香港先后出演《武则天》等电影。
后在1969年逝世。

## 外部連結
- 朱少泉在互联网电影资料库（IMDb）上的資料（英文）
- 朱少泉在香港影庫上的簡介
- 朱少泉在豆瓣上的资料（简体中文）

1. ↑  程季华. . 1980年.
2. ↑  . 1996年.
3. ↑  . 2004年.
4. ↑  . 1999年.